# Paper de Vidre
Paper de Vidre és una revista digital cultural dedicada especialment als contes, creada i impulsada per Guillem Miralles i Anna Costa el 23 d'abril de 2002.
Va començar com una revista digital que s'enviava als 30 subscriptors en un arxiu pdf per correu electrònic. La revista disposa de la primera pàgina web el 23 de març del 2003 on es poden consultar tots els números editats. El 29 de maig del 2003 comencen a celebrar-se les festes d'aniversari, a la llibreria El Cau Ple de Lletres i la Nova Jazz Cava de Terrassa o al bar Horiginal de Barcelona, en la que es llegeixen textos, es reciten poemes i s'hi celebren actuacions musicals de persones que han col·laborat amb la revista.
El 2005 tenia una quinzena de col·laboradors joves juntament amb personatges coneguts com a Màrius Serra, Salvador Cardús, Julià Guillamon, Manel Ollé, Enric Casasses. A proposa de l'editorial LaBreu Edicions, el març del 2005 s'edita el llibre Paper de Vidre, amb una tirada de 1.000 exemplars (ISBN: 84-933762-1-3). El llibre incorpora totes les entrevistes publicades fins aquella data a la revista: Quim Monzó, Empar Moliner, Pau Riba, Roger Mas, Josep Pedrals, Vicenç Altaió, Enric Vila, Ana Briongos, Francesc Serés, Toni Sala i Ricard Mas. També s'hi inclouen quaranta-dos escrits breus inèdits elaborats expressament per l'ocasió per col·laboradors habituals de la revista.
L'abril del 2013 s'edita el segon llibre de la revista, igualment a LaBreu Edicions, que porta per títol Paper de Vidre. Una nova polida en el que s'hi inclouen una selecció de les entrevistes i especials publicats a la revista des de l'any 2005.
La revista va iniciar una segona època el 2014 en què el conte va passar a ser l'únic protagonista de la publicació. Miralles va seguir com a coordinador i s'hi va afegir Tina Vallès. Des d'aquest moment la revista publica contes d'autors coneguts, contes traduïts, recomanacions de contes i avançaments editorials. El juliol de 2017 va celebrar els 15 anys amb un acte a l'Ateneu Candela.